# Jean-Luc Sandoz
Jean-Luc Sandoz é um engenheiro franco-suíço, primeiro pesquisador, depois professor. Fundou diversas empresas na área de engenharia, industrialização, construção e especialização, todas relacionadas ao material madeira.

## Biografia

### Infância, formação e começo
Vindo de uma família de fazendeiros em Haut-Doubs, ele completou um CAP carpintaria, então um marceneiro BEP antes de ingressar na escola Bois de Mouchard em 1976, onde obteve um BTS em construção de madeira.
Ex-aluno da ENSTIB – Escola Nacional de Tecnologias e Indústrias da Madeira (turma de 1983), iniciou a sua tese na EPFL em 1985, na disciplina de ultrassons e resistência mecânica da madeira, sob a orientação do Professor Julius Natterer, que então chefiou a cadeira Bois de l'EPFL. Ele obteve seu doutorado em 1990.
Este trabalho é visionário e projeta o material de madeira na abordagem dos futuros Eurocódigos que se tornaram o padrão europeu na década de 1990.

### Carreira

#### Ensino e pesquisa
Prossegue a investigação e desenvolvimento no IBOIS - Laboratório de Construções em Madeira da EPFL, em duas grandes áreas, nomeadamente tecnologias não destrutivas para medir a qualidade mecânica do material de madeira e a optimização de estruturas de madeira para as tornar mais acessíveis no domínio dos grandes vãos para grandes edifícios.
Em 1993, foi nomeado professor por Jean-Claude Badoux, com Julius Natterer para fortalecer a pesquisa e o ensino na área de estruturas de madeira. Ele escreve com seus co-autores « Construction en Bois », volume 13 da Coleção Traité de Génie Civil de l'École polytechnique fédérale de Lausanne, que foi publicada em 1996 e reeditada em 2005, depois em 2011.
Associado à criação da pós-graduação Master em Construção em Madeira para estudantes de Engenharia e Arquitetura, lançada em 1988 por Julius Natterer com Roland Schweitzer, eleva esta formação a nível internacional.

#### Empreendedor
Em 1999, Jean-Luc Sandoz deixou a academia para se dedicar às suas empresas CBS, CBT, Ecotim e Lifteam do grupo CBS-Lifteam. Mas ele continua a dar conferências e webinários em todo o mundo. Um especialista mundial em perícia e construção em madeira, ele está baseado em Lausana e Paris.
Em 2021, seu grupo CBS-Lifteam passará a marca de 30 anos em expertise e construção em madeira. A actividade estende-se desde a engenharia (CBS-CBT) à construção em madeira (Lifteam) passando pela pré-fabricação (Ecotim).

#### Conferências
Jean-Luc Sandoz deu palestras na EPFL até a aposentadoria de Julius Natterer em 2004.
Trabalha nomeadamente no Centro de estudos avançados da construção, no Fórum Internacional da Construção em Madeira na Alemanha e França, no fórum Lignomad em Espanha, no Salão de madeira de Namur na Bélgica, durante o Symposium bois du Québec no Canadá e a pedido de interprofissionais da indústria madeireira.

#### Perícia de edifícios emblemáticos
- Em 2002, realizou a perícia de todas as estruturas e caixilhos de madeira do Palácio da Justiça de Bucareste, na Romênia.[36]
- Em 2006-2007, no âmbito dos Jogos Olímpicos de Pequim 2008 na China, foi chamado a realizar a perícia das estruturas de madeira do Pavilhão do Imperador na Cidade Proibida.[37]
- Em 2020, ele restaurou os Entreposto dos armazéns gerais de Paris ao lado da agência Calq para o grupo Icade.[38][39]

#### Estruturas icônicas
- Durante a Exposição Nacional Suíça de 2002, ele projetou e construiu com o Batigroup as plataformas offshore que são colocadas nos lagos de Neuchâtel e Bienne para receber os Pavilhões da exposição efêmera.[40][41] Feito de madeira local, toda a estrutura de madeira é desmontada e reutilizada após o período de exposição.[42][41][43]
- Em 2017, colaborou na construção do Centro Espacial da Guiana, projeto simbólico realizado em parceria com a JAG Arquitetura, o ONF e a FCBA para a caracterização e implementação de madeira local da floresta amazônica para a estrutura de 4 níveis.[44][45][46]
- Em 2019, adornou todo com madeira, em caixões e fachadas, o edifício Vortex que serve de vila olímpica para os Jogos Olímpicos da Juventude de Inverno de Lausana 2020.[47]
- Em 2021, montou o efêmero auditório como parte do 10 Fórum Internacional Bois Construction, que funciona como sala plenária dentro do Grand Palais Éphémère.[48][49][50]

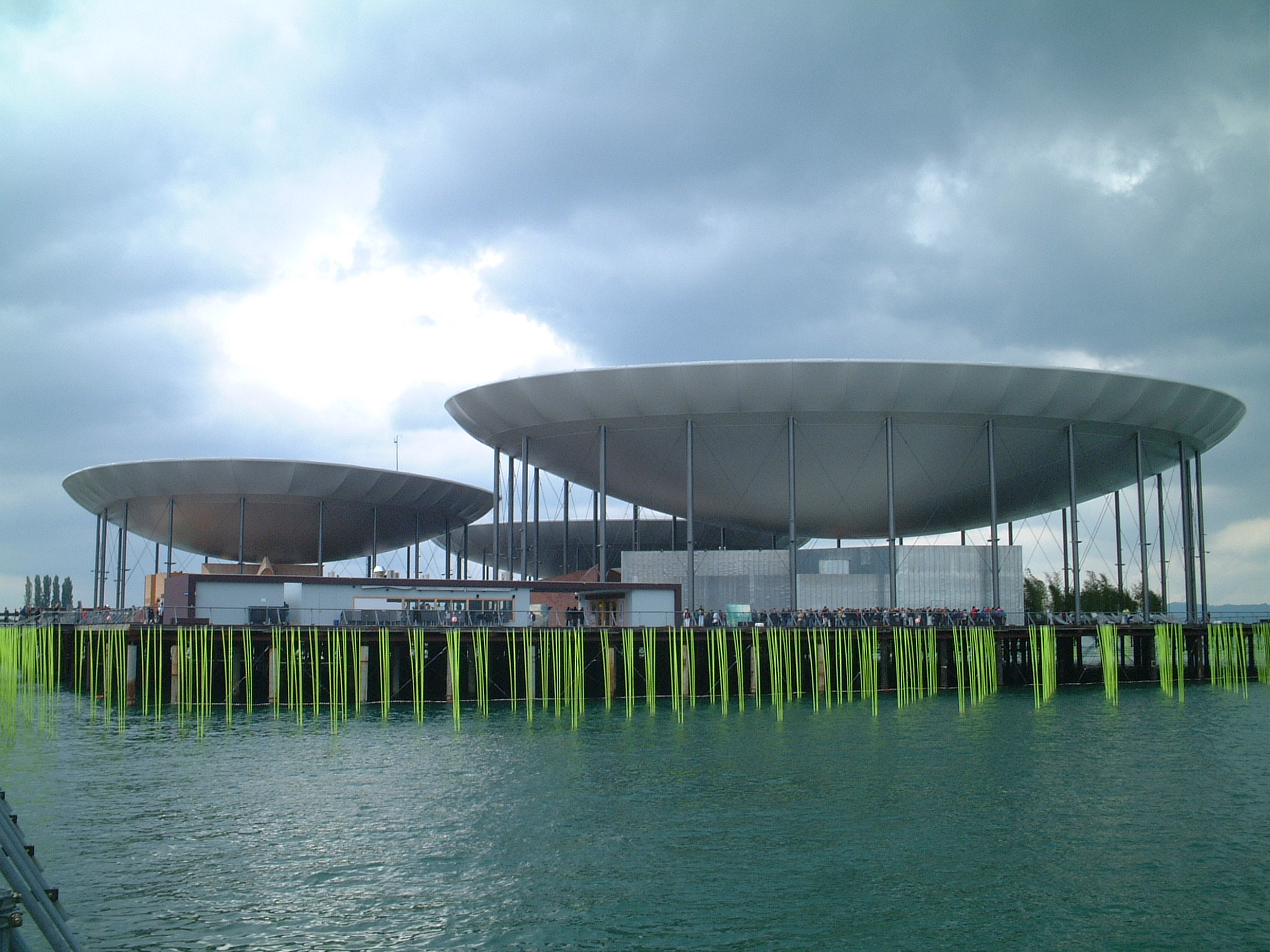
Expo 02 Projeto-construção de plataformas offshore em lagos
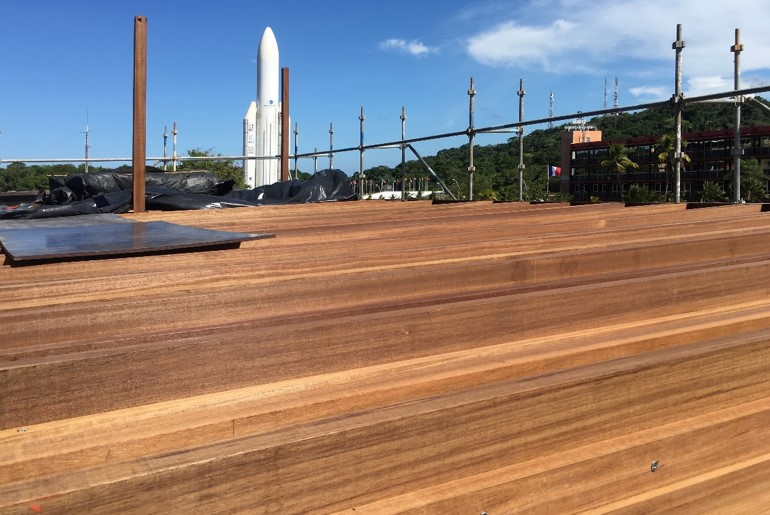
Caracterização da madeira local - centro técnico espacial em Kourou
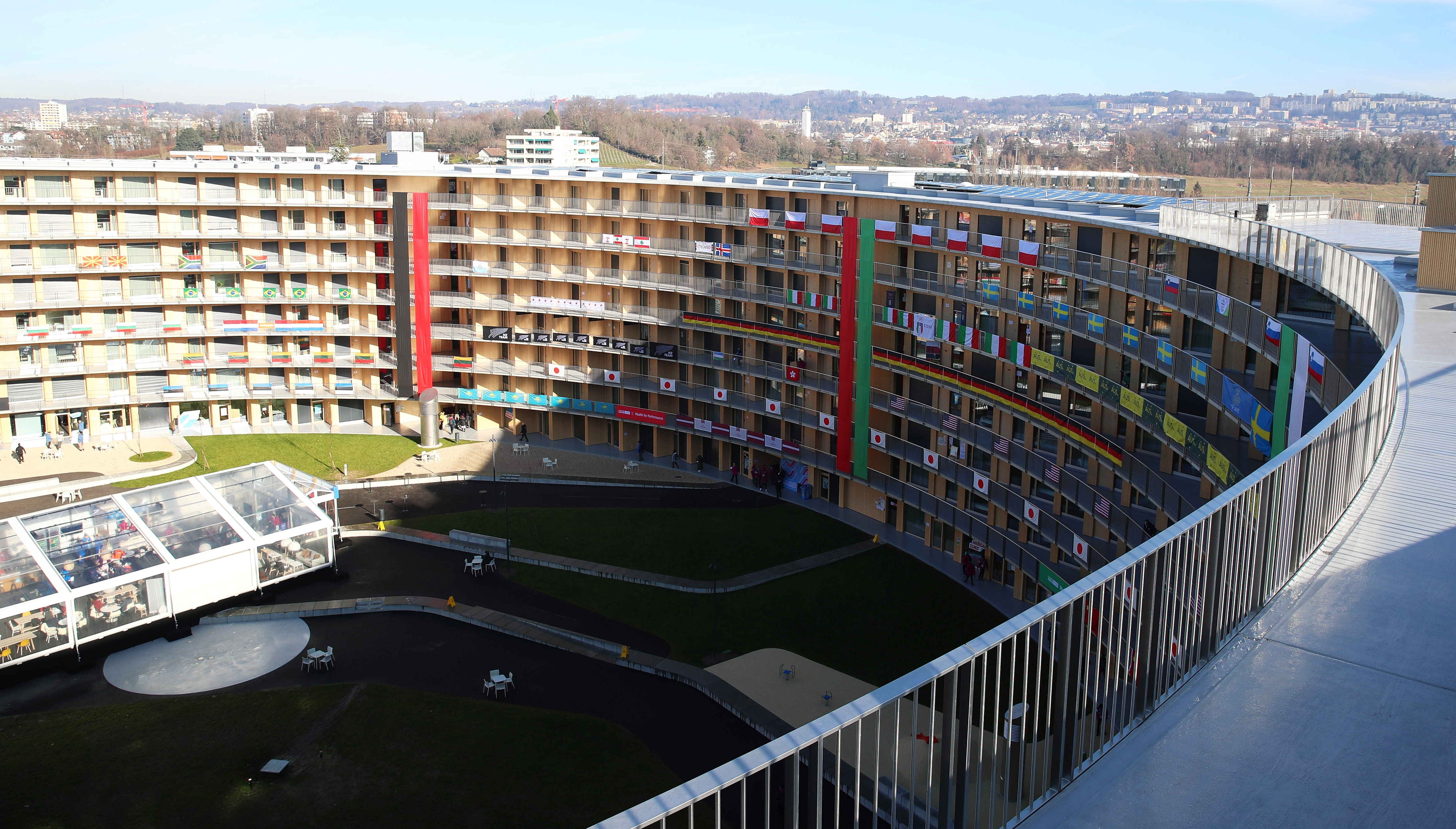
Revestimento de caixas e fachada de madeira em todo o edifício Vortex
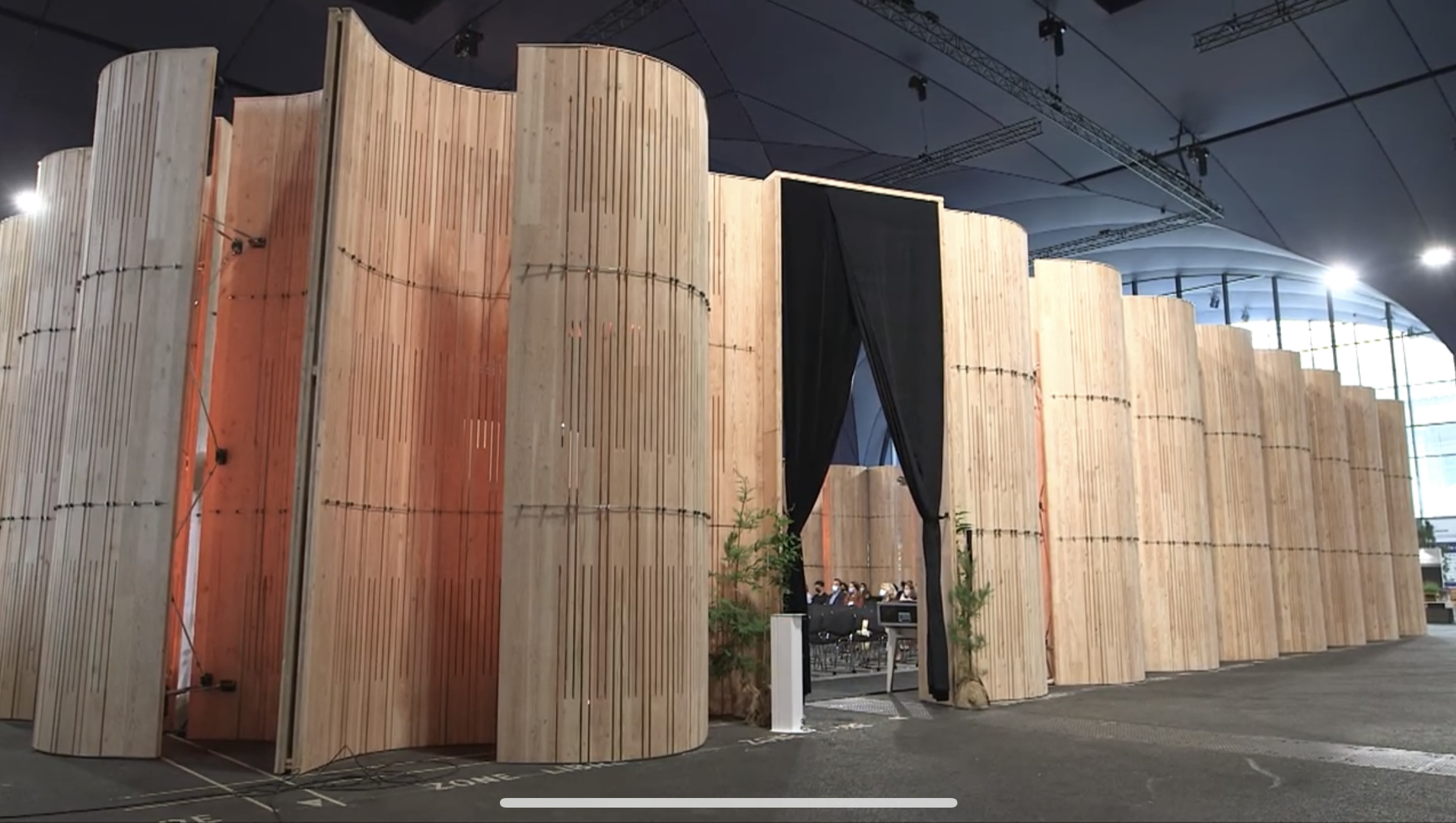
Auditório efêmero em CLT curvo projetado por Steven Ware da ArtBuild.

## Construção em madeira
Jean-Luc Sandoz incorpora a madeira em todos os tipos de estruturas. Os cálculos efetuados no seu gabinete de design de madeira e a sua busca pela inovação permitem-lhe obter recordes de vão ou altura, mas também desempenho térmico e acústico ou mesmo reduzir consideravelmente o impacto de carbono, o que permite aos seus planos obter troféus.

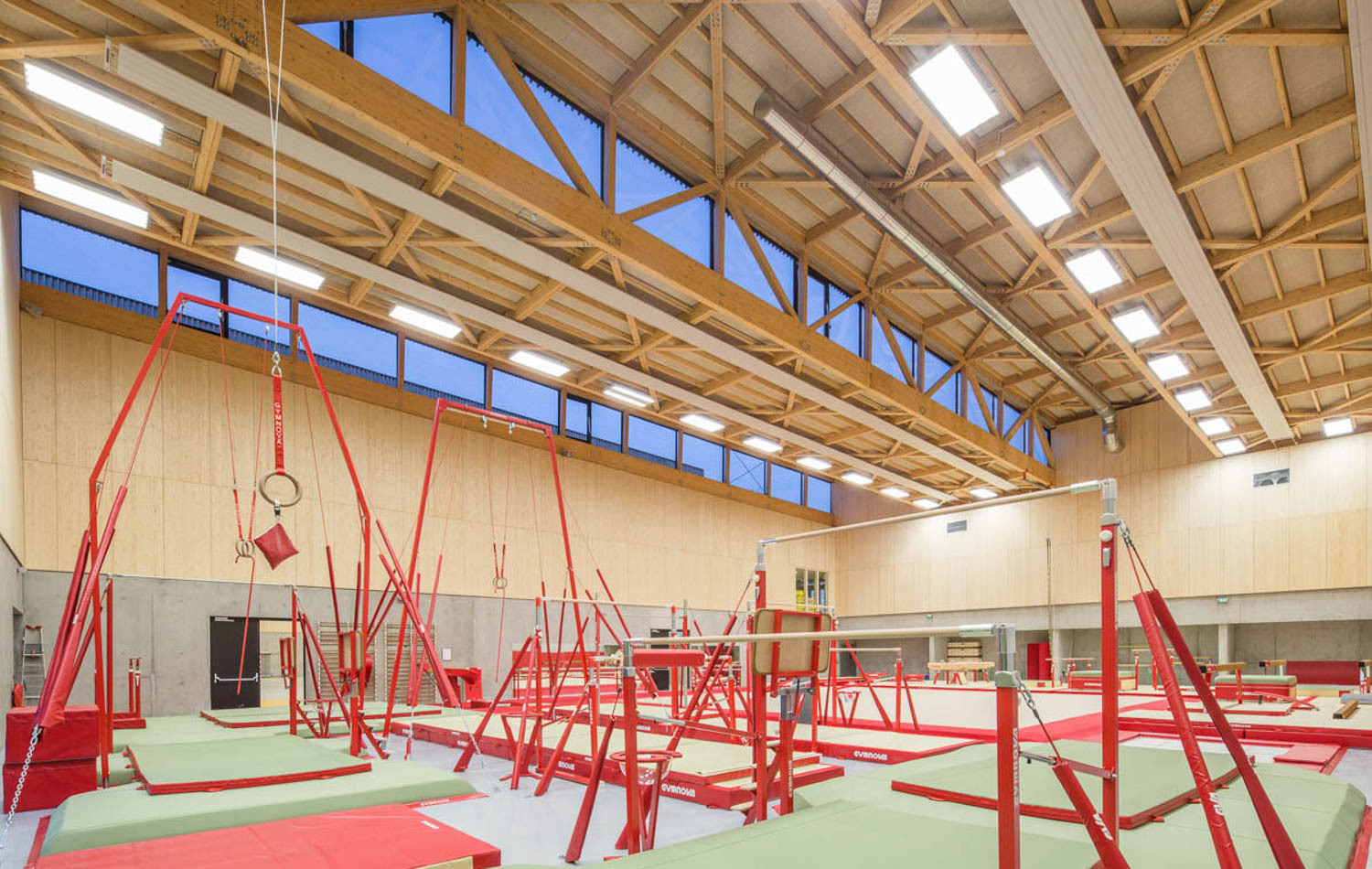
Ginásio de madeira Hacine-Chérifi premiado no World Architecture News em 2015[66] - Tectoniques Architecture
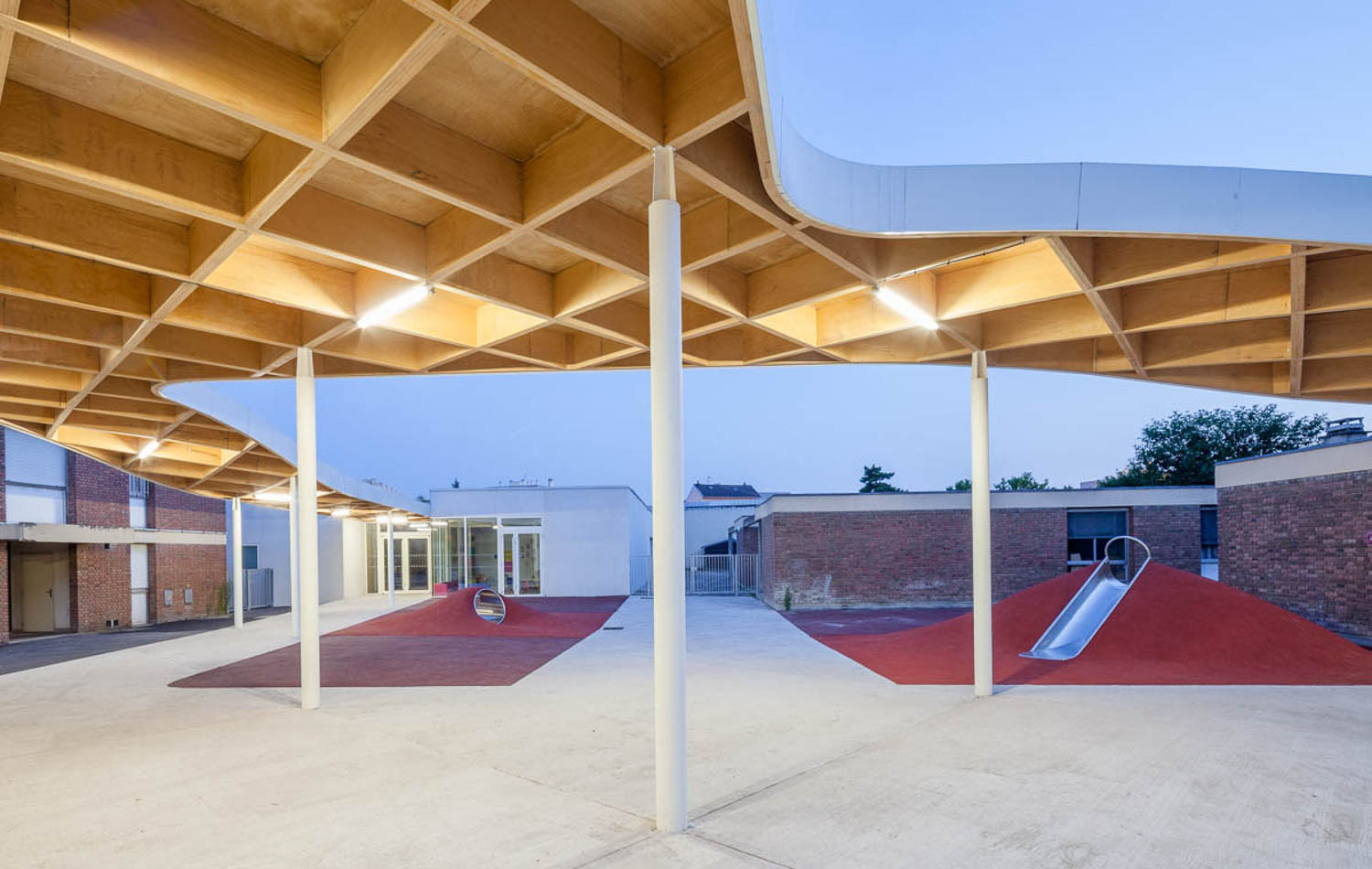
Escola Charlie Chaplin, primeiro uso de madeira de faia na construção, 2014 - SAM Architecture
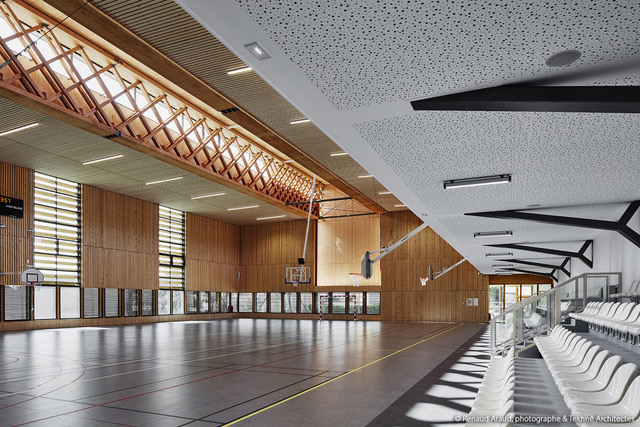
Halle de Donzère com recorde de vão de 45m para vigas treliçadas
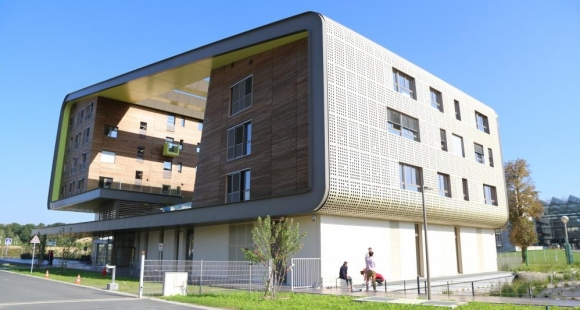
Edifício de demonstração, a primeira com energia positiva no Campus ENPC

## Obras
- « Construction en Bois, Matériau, technologie et dimensionnement », volume 13 da Coleção Traité de Génie Civil da École polytechnique fédérale de Lausanne.[69]
- "Le Peuple du bois", prefácio[70][71]

## Honras
- Medalha da Academia de Arquitetura na categoria Technical Business Managers em 2016.[72][73]
- Vencedor do concurso La Canopée na categoria Empresa em Nancy em 4 de março de 2020.[74]

## Compromisso com a biosfera

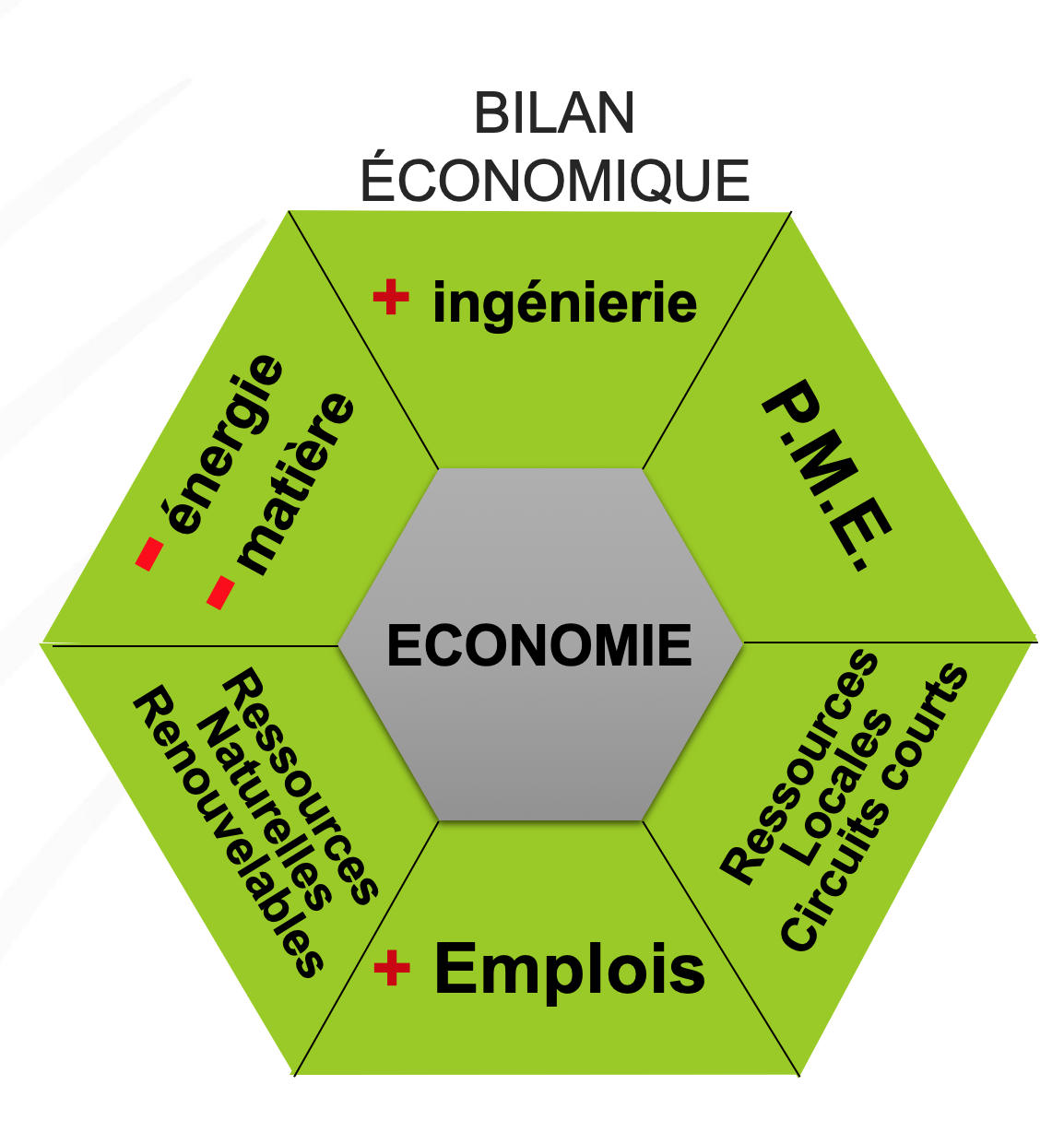
Mais engenharia, menos material, mais empregos, menos desperdício de energia

### Filosofia
Sua filosofia comprometida desde o início de sua carreira com o verdadeiro desenvolvimento sustentável está neste slogan: "mais engenharia, menos material".
Ele é citado como um exemplo a ser seguido pelos especialistas científicos da União Internacional para a Conservação da Natureza, ONG sediada na Suíça, quando propõe sistemas construtivos em madeira, mais na madeira local, mais sem cola, mais bem. calculado, ou seja, otimizado de acordo com as especificações das edificações, com o objetivo de economizar material para não desperdiçá-lo, mesmo que seja um material de origem biológica e renovável.
Em suas palestras, ele repete que "a madeira é certamente um material renovável do futuro, mas não deve ser desperdiçada nem embebida em produtos tóxicos". Ele acrescenta que "o valor acrescentado, proporcionado ao longo da cadeia de valor da indústria da madeira, de montante a jusante, permite garantir postos de trabalho e contribuições sociais que não podem ser realocados".

### Exploração racional das florestas
Ele defende a exploração das florestas para protegê-las e torná-las ecologicamente mais estáveis diante do aquecimento global. Como especialista, ele intervém na ONU sobre esses assuntos.